# DPDgroup
DPD Dynamic Parcel Distribution GmbH & Co. KG è un'azienda tedesca attiva nel settore del trasporto di merci, parte del gruppo francese La Poste.
Dal 2016 controlla anche BRT.

## Storia
Fondata nel 1977 in Germania Ovest con il nome di Deutscher Paket Dienst (DPD), nel 2001 è stata acquistata dal gruppo francese La Poste tramite la propria controllata GeoPost, cambiandone la denominazione in Dynamic Parcel Distribution (DPD), mantenendo quindi l'acronimo.